# Cueto Mañín
El pico de  Cueto Mañín es una cima de la sierra de Híjar formada por conglomerados sedimentarios entre el pico Cotomañinos y Sestil, en la divisoria de las vertientes mediterránea al N, y atlántica al S, entre el valle de Campoo, en Cantabria, y la comarca palentina de La Pernía, en España.
Desde su cumbre y hacia el E, se extiende una loma que en los 1800 m s. n. m. se ensancha en los llanos de Santa María y brañas de Peñalrostro, mencionadas en el Libro de la Montería como zonas oseras. Al S de esta loma se extiende la cuenca glaciar de Peñalrostro, en la que nace el arroyo de su mismo nombre, que unido a los arroyos de Sotierra y Milagro forma el Trescanales, afluente del Híjar, al que se une en el paraje llamado Puentedé, un puente natural formado por un resto morrénico bajo el que pasa el río.
Está unido al Sestil por un amplio collado conocido como collado del Llano, del Pando, o del Sel de la Fuente, de más de 4 km de longitud, paso muy frecuentado antiguamente por los pobladores de las localidades de los Redondos (San Juan y Santa María de Redondo. En el ESE del collado se abren las praderías del Sel de la Fuente y el complejo kárstico de Agujas - Covarrés - cueva del Cobre que alumbra al río Pisuerga.